# Joodse begraafplaats (Werkendam)
Aan de Voorstevliet in Werkendam is een Joodse begraafplaats bewaard gebleven, die stamt uit ca. 1850. Er zijn 18 grafstenen bewaard gebleven.

## Historische context
De Joodse gemeenschap van Werkendam ontstond in 1782. De gemeente was nauw verwant met die van het nabij gelegen Woudrichem en de plaatsten wisselde elkaar af als ringsynagoge en bijkerk. Reeds decennia vóór de Tweede Wereldoorlog werden de Joodse gemeenschappen van Werkendam en Woudrichem te klein om zelfstandig verder te kunnen gaan. In 1918 werd Woudrichem bij de Joodse gemeente van Gorinchem gevoegd en in 1921 onderging ook Werkendam dit lot. In 1964 werd Gorinchem weer bij Rotterdam gevoegd.

## Overige begraafplaatsen

### Werkendam
Het gebied waar de begraafplaats ligt, heet de Hofstede. Er lagen oorspronkelijk twee Joodse begraafplaatsen aan dezelfde weg, de Voorste Vliet. De oudste begraafplaats werd tot 1850 gebruikt en was eigendom van de burgemeester. Na 1850 werd een eigen terrein gebruikt. Deze 'nieuwe' begraafplaats is er dus nog steeds. Van de 'oude' begraafplaats zijn geen grafstenen bewaard gebleven. Het terrein waar de oude begraafplaats lag, worden sinds 1962 gebruikt als volkstuin. Historische verenigingen claimen echter de exacte locatie van de oude begraafplaats te kennen, waarop dit deel is afgebakend met een hekwerk.

### Woudrichem
Tevens zou er een Joodse begraafplaats zijn in Woudrichem. Deze is er misschien ooit geweest (zo duidt een acte uit 1798 een "Jode Kerkhof" aan), maar er zijn geen tekenen of bewijzen voor.